# Новопокровский (Новосибирская область)
Новопокровский — посёлок в Краснозёрском районе Новосибирской области. Входит в состав Светловского сельсовета.

## География
Площадь посёлка — 45 гектаров.

## Население
| 2002 | 2007 | 2010 |
| ---- | ---- | ---- |
| 156  | ↘143 | ↘100 |

## История
Основан в 1915 году. В 1928 г. выселок Ново-Покровский состоял из 32 хозяйств, основное население — украинцы. В составе Лотошского сельсовета Черно-Курьинского района Славгородского округа Сибирского края.

## Инфраструктура
В посёлке по данным на 2007 год отсутствует социальная инфраструктура.